# Campionati europei di atletica leggera 2022 - 3000 metri siepi femminili
La specialità dei 3000 metri siepi femminili ai campionati europei di atletica leggera 2022 si è svolta tra il 18 e il 20 agosto all'Olympiastadion di Monaco di Baviera, in Germania.

## Podio
| Pos.    | Atleta         | Nazionalità   | Tempo   | Note |
| ------- | -------------- | ------------- | ------- | ---- |
| Oro     | Luiza Gega     | Albania       | 9'11"31 |      |
| Argento | Lea Meyer      | Germania      | 9'15"35 |      |
| Bronzo  | Elizabeth Bird | Gran Bretagna | 9'23"18 |      |

## Situazione pre-gara

### Record
Prima di questa competizione, il record del mondo (RM), il record europeo (EU) ed il record dei campionati (RC) erano i seguenti:
| Record                | Prestazione | Atleta                   | Data                                        | Competizione   |
| --------------------- | ----------- | ------------------------ | ------------------------------------------- | -------------- |
| Record mondiale       | 8'44"32     | Beatrice Chepkoech Kenya | 20 luglio 2018 Monaco, Principato di Monaco |                |
| Record europeo        | 8'58"81     | Gulnara Galkina Russia   | 17 agosto 2008 Pechino, Cina                | Olimpiadi 2008 |
| Record dei campionati | 9'17"57     | Julija Zaripova Russia   | 30 luglio 2010 Barcellona, Spagna           | Europei 2010   |

### Campione in carica
La campionessa europea in carica era:
| Campione | Atleta                         | Prestazione | Data                             | Competizione |
| -------- | ------------------------------ | ----------- | -------------------------------- | ------------ |
| Europeo  | Gesa Felicitas Krause Germania | 9'19"80     | 12 agosto 2018 Berlino, Germania | Europei 2018 |

### La stagione
Prima di questa gara, le atlete europee con le migliori tre prestazioni dell'anno erano:
| Pos. | Atleta                       | Prestazione | Data                                         |
| ---- | ---------------------------- | ----------- | -------------------------------------------- |
| 1    | Elizabeth Bird Gran Bretagna | 9'07"87     | 10 agosto 2022 Monaco, Principato di Monaco  |
| 2    | Olga Vovk Russia             | 9'09"29     | 3 agosto 2022 Cheboksary, Russia             |
| 3    | Luiza Gega Albania           | 9'10"04     | 20 luglio 2022 Eugene, Stati Uniti d'America |

## Risultati

### Batterie
Le prime 5 di ogni batteria (Q) e i 5 migliori tempi tra le escluse (q) si qualificano alla finale.
| Pos. | Batteria | Nome                    | Nazionalità   | Tempo    | Note                                     |
| ---- | -------- | ----------------------- | ------------- | -------- | ---------------------------------------- |
| 1    | 1        | Luiza Gega              | Albania       | 9'30"93  | Q                                        |
| 2    | 1        | Tuğba Güvenç            | Turchia       | 9'31"86  | Q                                        |
| 3    | 1        | Alicja Konieczek        | Polonia       | 9'33"54  | Q                                        |
| 4    | 1        | Aimee Pratt             | Gran Bretagna | 9'39"22  | Q                                        |
| 5    | 2        | Lea Meyer               | Germania      | 9'39"55  | Q                                        |
| 6    | 2        | Adva Cohen              | Israele       | 9'39"99  | Q                                        |
| 7    | 2        | Elizabeth Bird          | Gran Bretagna | 9'40"05  | Q                                        |
| 8    | 2        | Irene Sánchez-Escribano | Spagna        | 9'41"12  | Q                                        |
| 9    | 2        | Chiara Scherrer         | Svizzera      | 9'41"85  | Q                                        |
| 10   | 1        | Claudia Prisecaru       | Romania       | 9'43"51  | Q                                        |
| 11   | 2        | Elena Burkard           | Germania      | 9'43"97  | q                                        |
| 12   | 2        | Carolina Robles         | Spagna        | 9'45"70  | q                                        |
| 13   | 2        | Maruša Mišmaš-Zrimšek   | Slovenia      | 9'46"06  | q                                        |
| 14   | 1        | Nataliya Strebkova      | Ucraina       | 9'47"35  | q                                        |
| 15   | 1        | Michelle Finn           | Irlanda       | 9'49"85  | q                                        |
| 16   | 1        | Olivia Gürth            | Germania      | 9'50"95  |                                          |
| 17   | 2        | Flavie Renouard         | Francia       | 9'51"49  |                                          |
| 18   | 1        | Greta Karinauskaitė     | Lituania      | 9'55"11  |                                          |
| 19   | 2        | Lena Millonig           | Austria       | 9'57"50  |                                          |
| 20   | 1        | Linn Söderholm          | Svezia        | 9'57"53  |                                          |
| 21   | 1        | Alexa Lemitre           | Francia       | 9'58"49  |                                          |
| 22   | 2        | Patrycja Kapała         | Polonia       | 9'59"46  |                                          |
| 23   | 1        | Blanca Fernández        | Spagna        | 10'00"26 |                                          |
| 24   | 2        | Eilish Flanagan         | Irlanda       | 10'00"72 |                                          |
| 25   | 1        | Lili Anna Tóth          | Ungheria      | 10'08"18 | Miglior prestazione personale stagionale |
| 26   | 1        | Elise Thorner           | Gran Bretagna | 10'08"46 |                                          |
| 27   | 2        | Emilia Lillemo          | Svezia        | 10'09"18 |                                          |
| 28   | 1        | Martina Merlo           | Italia        | 10'12"13 |                                          |
| 29   | 1        | Eline Dalemans          | Belgio        | 10'15"73 |                                          |
| 30   | 2        | Laura Dalla Montà       | Italia        | 10'28"20 |                                          |
| 31   | 2        | Ruken Tek               | Turchia       | 10'31"84 |                                          |

### Finale
| Pos.    | Nome                    | Nazionalità   | Tempo   | Note                                     |
| ------- | ----------------------- | ------------- | ------- | ---------------------------------------- |
| Oro     | Luiza Gega              | Albania       | 9'11"31 | Record dei campionati                    |
| Argento | Lea Meyer               | Germania      | 9'15"35 | Miglior prestazione personale            |
| Bronzo  | Elizabeth Bird          | Gran Bretagna | 9'23"18 |                                          |
| 4       | Alicja Konieczek        | Polonia       | 9'25"15 | Miglior prestazione personale            |
| 5       | Tuğba Güvenç            | Turchia       | 9'25"58 | Miglior prestazione personale            |
| 6       | Claudia Prisecaru       | Romania       | 9'35"17 |                                          |
| 7       | Aimee Pratt             | Gran Bretagna | 9'35"31 |                                          |
| 8       | Adva Cohen              | Israele       | 9'36"84 |                                          |
| 9       | Nataliya Strebkova      | Ucraina       | 9'37"52 |                                          |
| 10      | Irene Sánchez-Escribano | Spagna        | 9'37"84 |                                          |
| 11      | Carolina Robles         | Spagna        | 9'38"96 |                                          |
| 12      | Elena Burkard           | Germania      | 9'39"63 | Miglior prestazione personale stagionale |
| 13      | Chiara Scherrer         | Svizzera      | 9'43"95 |                                          |
| 14      | Michelle Finn           | Irlanda       | 9'47"57 |                                          |
| 15      | Maruša Mišmaš-Zrimšek   | Slovenia      | 9'53"81 |                                          |